# Propagación en cadena
La propagación en cadena es un proceso en el que un intermediario reactivo se regenera continuamente durante el curso de una reacción química. En la reacción de polimerización, los grupos terminales de la cadena de un polímero reaccionan en cada etapa de propagación con una nueva molécula de monómero, transfiriendo el grupo reactivo a la última unidad.